# Coop Breizh
Coop Breizh est une entreprise coopérative culturelle créée en 1957, dont le siège se trouve à Spézet, dans le centre du Finistère, en Bretagne. C'est une des plus importantes maisons d'édition de livres et de production d'œuvres musicales de l'Ouest de la France. Coop Breizh est aussi le principal distributeur et diffuseur de produits culturels bretons, principalement auprès de 1 500 points de ventes partenaires et dispose d'un magasin en propre à Lorient. L'entreprise est placée en liquidation judiciaire avec cessation immédiate de ses activités le 17 juin 2025.

## Organisation

### Domaine d'activité
Coop Breizh édite, produit, diffuse et distribue, dans toute la France et au-delà, des livres, disques et autres produits, généralement en lien avec la culture bretonne, celtique et maritime. Elle distribue les œuvres de nombreux éditeurs bretons et nationaux, ou auto-produites.
La maison de disque Coop Breizh Musik produit en interne plusieurs albums par an, de Soldat Louis à Denez Prigent en passant par l'Orchestre symphonique de Bretagne et Gilles Servat. Avec le développement du numérique, ces albums sont commercialisés via les plateformes de streaming et ils ont ainsi cumulé, sur l'année 2021, 16 millions d'écoutes. Le catalogue discographique présente des centaines de disques et DVD d'artistes, musiciens (instrumentistes, sonneurs), chanteurs (traditionnels, actuels, cantiques, récits), groupes, bagadoù ainsi que des anthologies, compilations...
Les livres sont divers : beaux livres de Bretagne, d'histoire, d'art, contes et légendes, guides, romans... À travers son label jeunesse Beluga (anagramme de bugale qui signifie "enfants" en breton), Coop Breizh édite des albums et romans à destination des enfants et adolescents. Le livre représente environ 60 % du chiffre d'affaires et la musique un peu plus de 20 % (se rajoutent les ventes diverses : alimentaire, vestimentaire, bijoux...). Si les livres édités par Coop Breizh sont tous en français (quelques-uns sont disponibles en version bilingue breton), l'entreprise est la seule à diffuser et distribuer des livres en langue bretonne, provenant de maisons d'édition telles que Al Liamm, Skol Vreizh, Keit vimp bev... Les produits de plus de 800 éditeurs et labels sont ainsi distribués par Coop Breizh.

### Structure

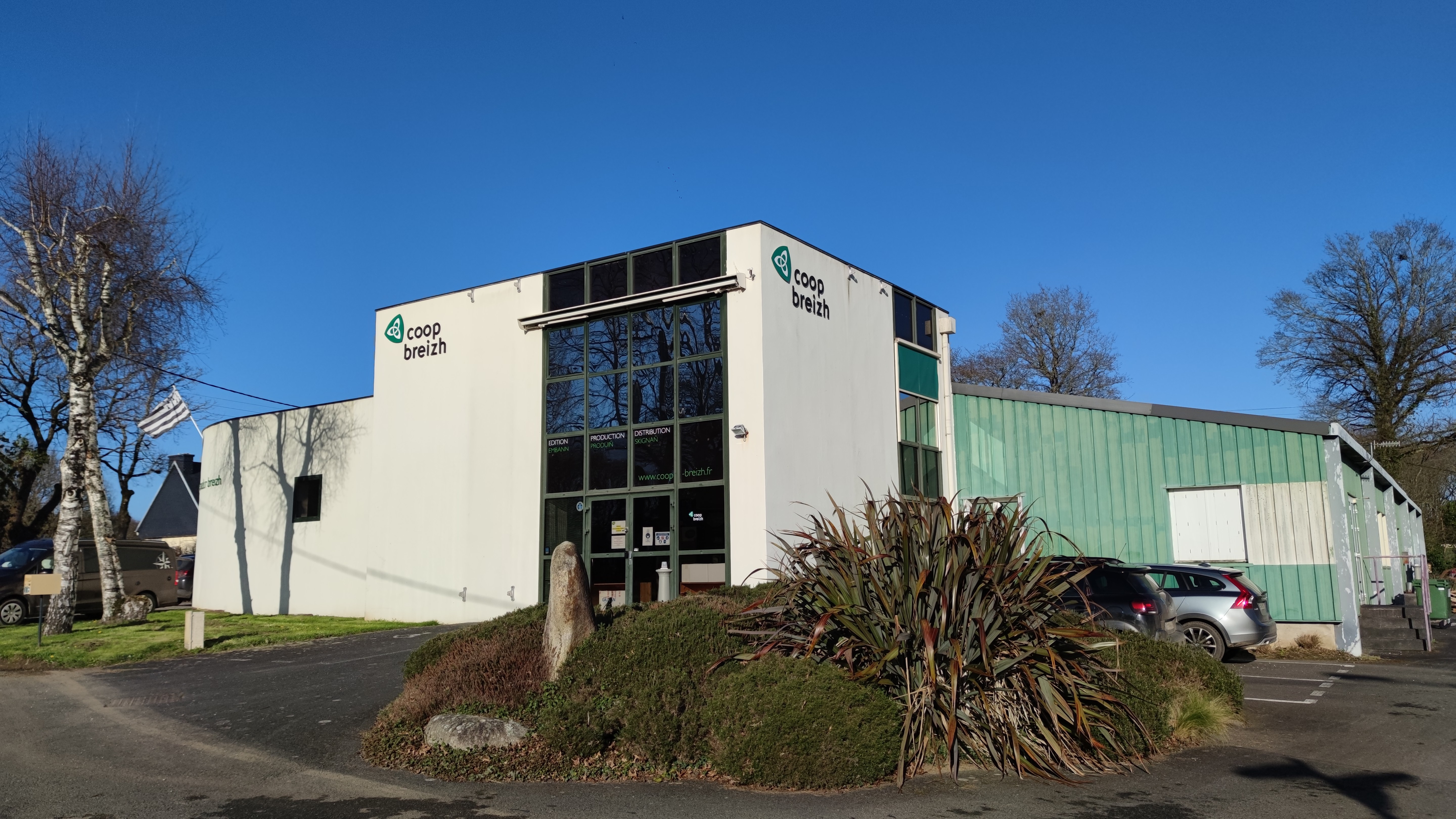
Le siège de Coop Breizh à Spézet

Coop Breizh est une société anonyme au capital social variable et au fonctionnement de type coopératif, donc mutualiste. Elle s'appuie sur plus d'une vingtaine de salariés et une douzaine d'administrateurs bénévoles. Son siège et son activité sont volontairement situés en Centre Bretagne. Coop Breizh assure un véritable service culturel en Bretagne.
L'entreprise possède des bâtiments administratifs et de stockage à Spézet, un site de vente en ligne, un magasin à Lorient et un autre à Quimper, ouvert en 2013. Elle dispose de quatre cents points de vente pour le disque et mille pour le livre en France et à l'étranger. 

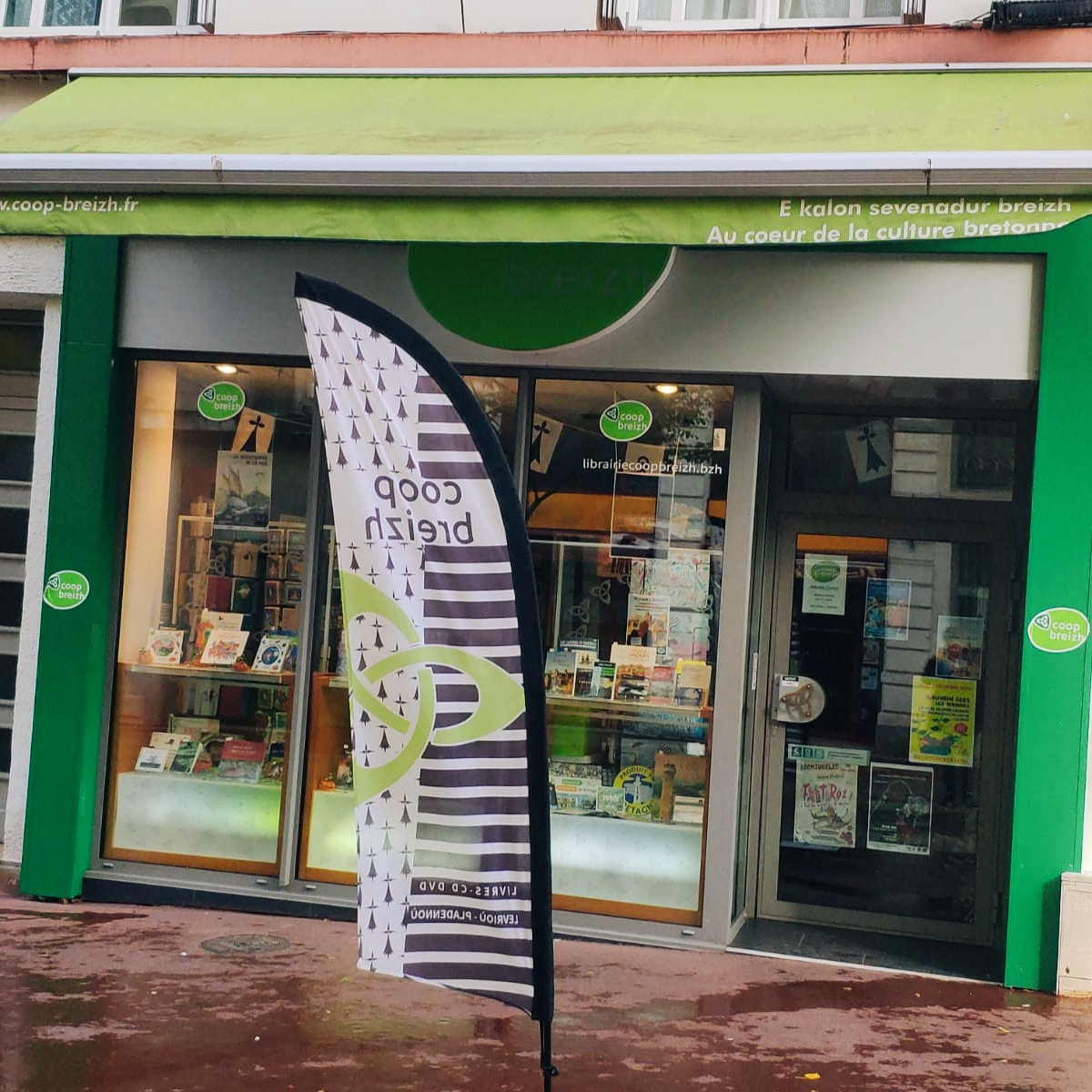
Magasin à Lorient.

 Plus de deux cents sociétaires participent à la vie de l'entreprise. En fonction des résultats, elle pratique l'intéressement pour le personnel et le mécénat d'entreprise pour aider des projets d'associations culturelles. Elle encourage la créativité culturelle, notamment par le mécénat de prix littéraires. Elle est soutenue par le Conseil régional de Bretagne, le Conseil départemental du Finistère et les quatre autres départements ainsi que certains conseils municipaux de villes comme Quimper ou Brest.

### Direction
Liste des présidents :
- Pierre Mocaër (1957-1960)
- Yann Brekilien (1961-1969)
- Pierre Roy (1970-1976)
- Jean-Pierre Vincent (1977-1978)
- Yann Jamet (1978-1982)
- Yvonig Gicquel (1982-2003)
- Jean-Pierre Vincent (2003-2009)
- Dominique Mahé (2009-...)

- Président du conseil d'administration : Dominique Mahé
- Directeur : Daniel Le Teuff (depuis mai 2018)[5]
- Administrateurs : Robert Le Grand (honoraire), Yann Goasdoué, Tanguy Le Doré, Nadine Urvois (Kendalc'h), Xavier Le Vigouroux, Jean-Pierre Vincent, Hélène Danielo, Robert Raulo, Gael Trividic, Gilbert Hervieux, Christian Latry, Gilles Turlan.

## Historique
Liste des directeurs :
- Christian Hudin (1960-1961)
- Robert Le Grand (1962-1982)
- Yann Goasdoué (1982-1999)
- Jean-Louis Le Vallégant (1999-2000)
- Michel Bescond (2001-2003)
- Jacques Clément (2003-2008)
- Anne-Laure Marteau (2009-2018)
- Daniel Le Teuff (2018-...)

### La vente militante
Filiale de Kendalc'h (Maintenir) née de la vente militante, la « Coopérative Breiz » démarre en 1957 avec un mouvement associatif selon la loi de 1901 par quelques responsables de la confédération Kendalc'h, dont Robert Le Grand. Avec Christian Hudin, Claude Goaziou est de l'équipe qui élabore les statuts. Yann Jamet est le premier salarié de la coopérative basée à Rennes. On trouve parmi les premiers administrateurs Pierre Mocaër, Jean Guilhard, Loeiz Ropars, etc., et parmi les premiers actionnaires, les cercles de Poullaouen, de La Baule, Quimper et bien sûr l'association Kendalc'h. L'activité démarre telle une pépinière autour des militants de la cause bretonne. En plus des livres et disques, elle vend de l'alimentation et posséde un secteur restauration-crêperie. En 1960, le siège social est transféré à La Baule. Robert Le Grand, nommé directeur en 1962, incarne le défi culturel. Il cherche au départ à procurer aux 15 000 à 20 000 adhérents de Kendalc'h, par vente directe et par correspondance, les quelques rares ouvrages disponibles (livres et disques) concernant la Bretagne. Au début des années 1960, ils constituent les bases de son fonds (disques du label Mouez Breiz, le Barzaz Breiz, le Guilcher...). Les premières éditions sont des livres de contes et légendes. La revue Breiz va devenir, au fil des parutions et des articles, un véritable outil bibliographique, grâce au travail d'enquête que mène la Coop, alors que la Bretagne est indigente en publications en français.

### La vente directe
En 1965, la société d'adhérents s’ouvre au grand public. Dans les années 1960-70, pour ouvrir la vente à tous les publics, elle présente ses stands lors de salons, foires, fêtes... Le premier magasin ouvre au début des années 1960 à La Baule. Une seconde librairie ouvre en concession dans le centre Élysées-Bretagne à Paris. Après l'incendie du centre, la librairie rue du Maine est créée en 1973 sous l'impulsion de membres de Kendalc'h-Paris et de Robert. Grâce au courage des membres comme Per Roy et Jean-Pierre Vincent et aux finances du cercle celtique de Rennes, une librairie est ouverte en 1976 rue de Penhoët à Rennes. 

### La détermination de Yann Goasdoué

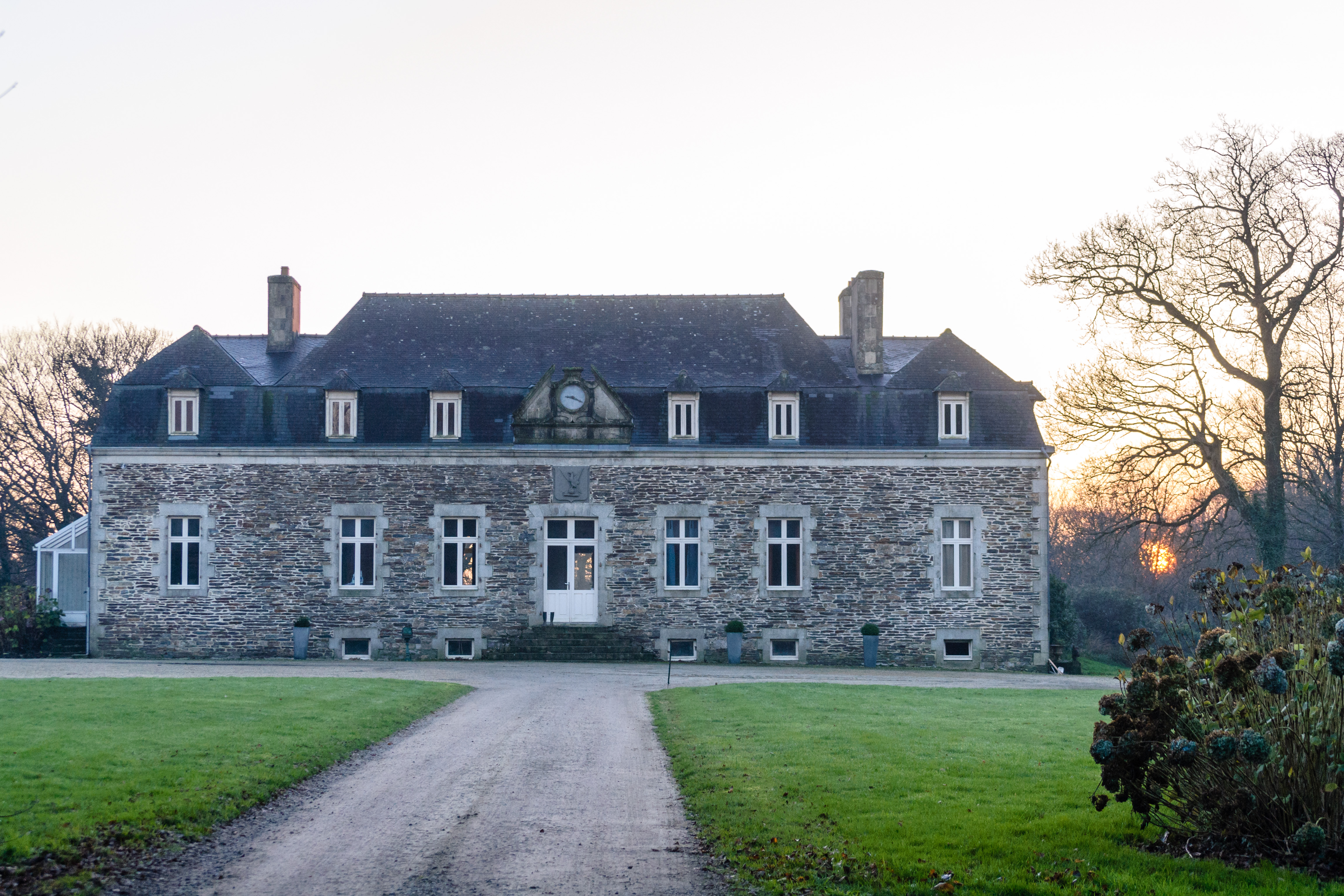
Le manoir de Menez Kamm.

Après l'effet mai 68 et l'expérience de Ti Breizh à Marseille, Yann Goasdoué souhaite ouvrir un centre Ti Kendalc'h en concertation avec Joëlle et Yannig Baron, mais la démarche ne va pas aboutir. Cela lui permet néanmoins de rencontrer Glenmor qui lui conseille le manoir de Menez Kamm sur les hauteurs des montagnes Noires au-dessus de Spézet. Les débuts sont difficiles pour en faire un haut lieu de culture bretonne et rentabiliser la diffusion de la presse et des magazines bretons, qui présentaient des divergences et des monopoles de distribution. Les publications sont divergentes et le lectorat mal informé. Les choses évoluent dès 1971 où il ne se passe pas une semaine sans la parution d'un livre ou d'un disque important, souvent chez de nouveaux éditeurs. Il y a alors une grande attente de la part des libraires et des disquaires.
Avec sa structure de diffusion, il gère la vente d'un stock de livres et de disques fournis par Robert de Coop Breizh. Après un entretien avec Per Roy posant la question de son embauche, la Coop ne peut prendre le risque faute de moyens et de choix directionnel différent. Il démarre son activité commerciale en 1972, avec quelques éditeurs (BBC-Omnivox, Al Liamm) et quelques ouvrages (le Lexique, Le breton par l'image de V. Seité). Il distribue les éditeurs de La Cité avant qu'elle n'appartienne à Ouest-France. Il doit aménager son véhicule et des locaux (Menez Kamm, l'ancienne école de Kerlaviou, le grenier de ti kroazhent Bodavid, sa maison de Saint-Hernin) en passant par la « grange » qui servira de bureau et d'entrepôt pour la diffusion par Coop Breizh de 1979 à 1985, puis au cercle celtique de Spézet. Jusqu'en 1975, le stock de Coop Breizh reste à Menez Kamm, avant de déménager vers le bourg de Spézet.

### La littérature
Dans les librairies, le rayon Bretagne ne va cesser de gagner en surface et en diversité pendant des années. L'attente est forte en Basse-Bretagne mais aussi en Haute-Bretagne comme à Nantes et dans les villes moyennes. Mais les bourgs ruraux et le littoral se montrent peu sensibles.
Espérant une grande diffusion, des éditeurs confient leurs magazines. Avec l'arrivée des nouveaux éditeurs diffusés comme Terre de Brume ou l'Ancre de Marine et les progrès d'An Here et du Chasse-Marée (ArMen), le volume de commandes permet à Coop Breizh de se structurer et de prendre un véritable essor économique.
Suivant l'exemple des éditions Ouest-France de Rennes qui investissent le marché des grandes surfaces, Coop Breizh fait de même malgré les résistances de clients « historiques ».

### La musique

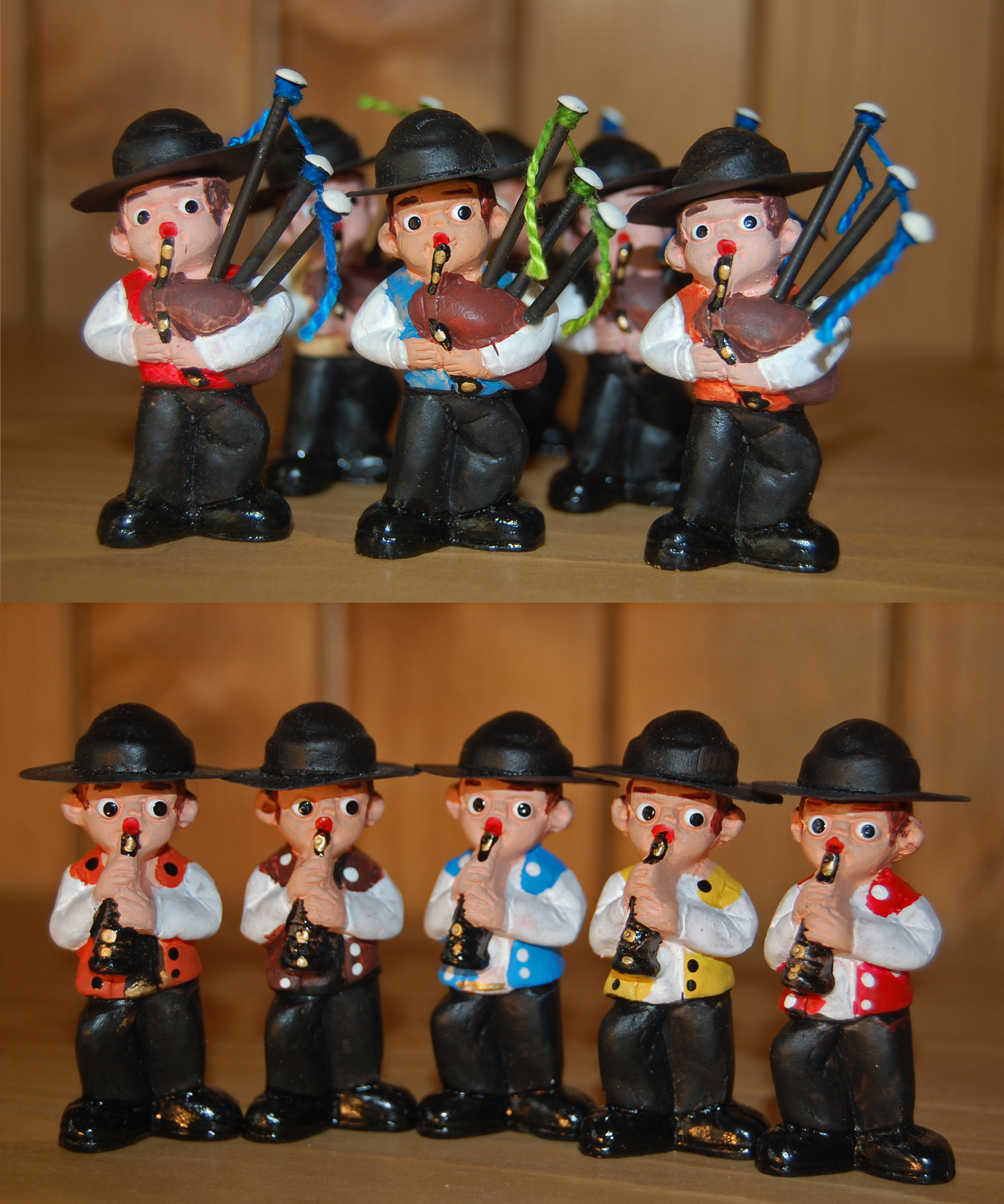
Sonneurs miniatures vendus dans la librairie

Au début des années 1970, les labels de musique traditionnelle sont en plein essor. Un disque voit le jour presque chaque semaine. Arfolk, né en 1967, attire divers musiciens et chanteurs bretons, et fera partie des dix meilleurs producteurs de musique traditionnelle d'Europe. Le label Névénoé réussit à autoproduire par un groupe d'amis plusieurs disques. Peuvent aussi être cités : Kelenn (né de la rencontre entre les 3 G : Glenmor, Xavier Grall et Alain Guel), Keltia III (la maison de disque d'Alan Stivell), Droug, Vélia, Diskan, Lug Productions...
Vers 1985, Coop Breizh achète et développe les labels complémentaires Arfolk et Escalibur (ils disparaissent début 2000 pour centrer la communication sur Coop Breizh) et distribue le label Gwerz Pladenn d'Erik Marchand-Jacky Molard en 1992, Dylie Productions de Gérard Delahaye en 1993, L'OZ Production de Gilles Lozac'hmeur et BNC Productions de Pascal Lamour en 1994. Elle possède quelques albums de Label Production de Gilles Servat, Keltia III d'Alan Stivell, Last Exit records, Kerig Production... Le CD du 40e anniversaire du bagad de Lann-Bihoué se vend à 75 000 exemplaires après sa parution en 1992.
Pour diversifier son offre de production, la société crée le label Avel Ouest en 2002. 
Plus récemment, et parallèlement à la chute du marché du disque, l'entreprise a investi une vingtaine de plateformes d'écoute en streaming. Une chaîne Youtube est créée en 2016. La quasi-totalité des artistes bretons sont distribués par Coop Breizh Distribution et le label Coop Breizh Musik voit ses ventes de CD légèrement augmenter à partir de 2017, accompagnées d’une explosion des ventes numériques.

### La diffusion
En 1976, le catalogue, constitué depuis 1972, comprend alors 28 maisons (5 pour les disques, 23 pour les livres) et l'activité est en plein essor (1 200 000 francs de CA). Les livres Anthologie de la chanson de Haute-Bretagne de Simone Morand sont distribués en juillet 1976 et à l'automne, l'ouvrage de Roger Huguen, Par les nuits les plus longues, sera diffusé et l'un des premiers grands succès. 

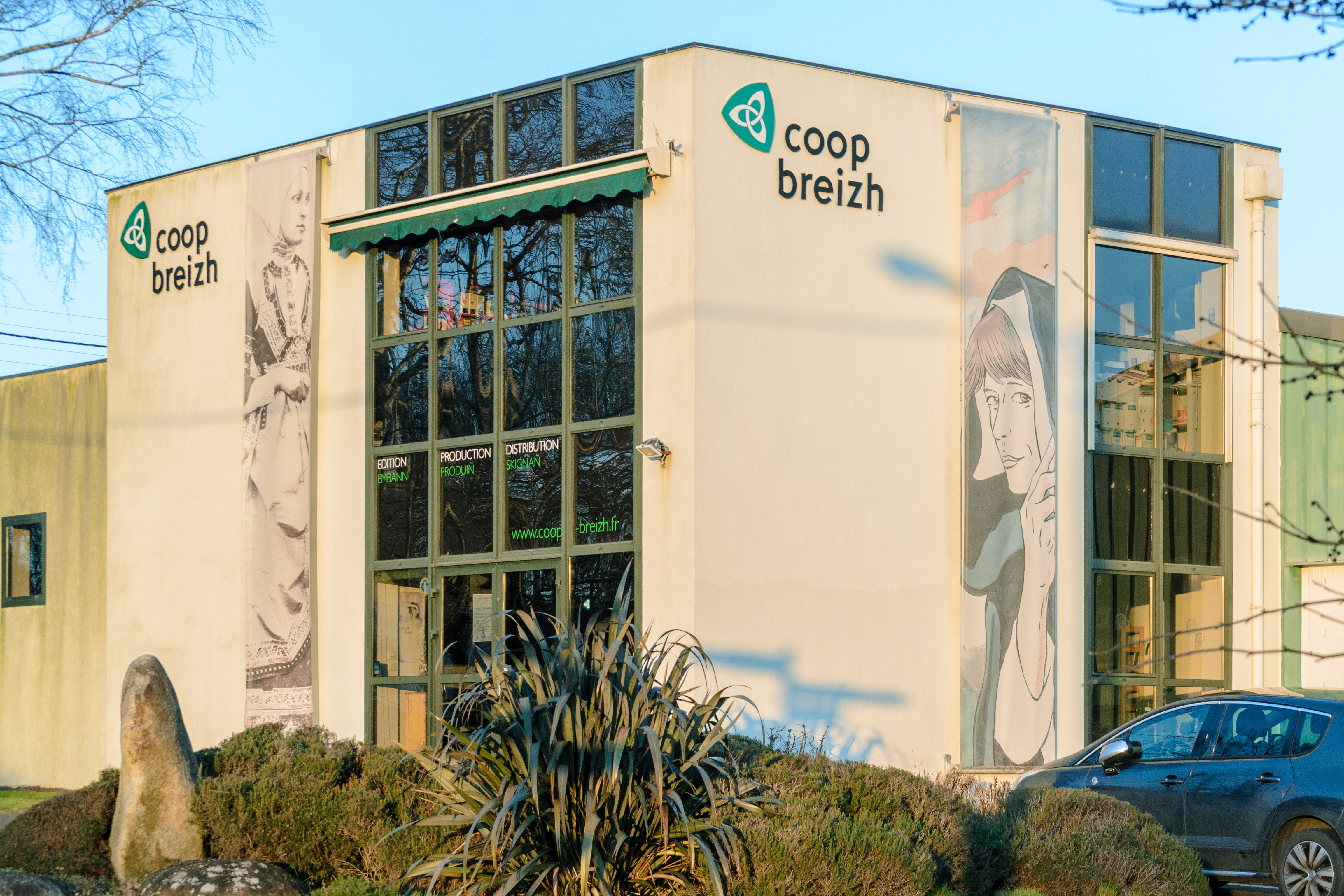
Le siège de "Diffusion Breizh" à Spézet

Le 10 décembre, Yann Gouasdoué propose dans un mémorandum le transfert de la « Diffusion Goasdoué » sous la bannière de Coop Breizh. Après un accord, Yann Goasdoué est embauché en février 1977 comme directeur commercial responsable du secteur « Diffusion Breizh » et Philippe Delacour est VRP exclusif. Diffusion Breizh s'installe au bourg de Spézet pendant cinq ans, après avoir stocké dans des longères de Saint-Hernin. 
La gestion du personnel et le recouvrement des factures se font à La Baule. Le chiffre d'affaires de Coop Breizh fait aussi un grand bond en 1977 et ne cesse de progresser par la suite, à l'exception de l'année 1984. Malgré le peu d'achats, la nouvelle structure a besoin de personnel et de locaux adaptés.

### Agrandissement

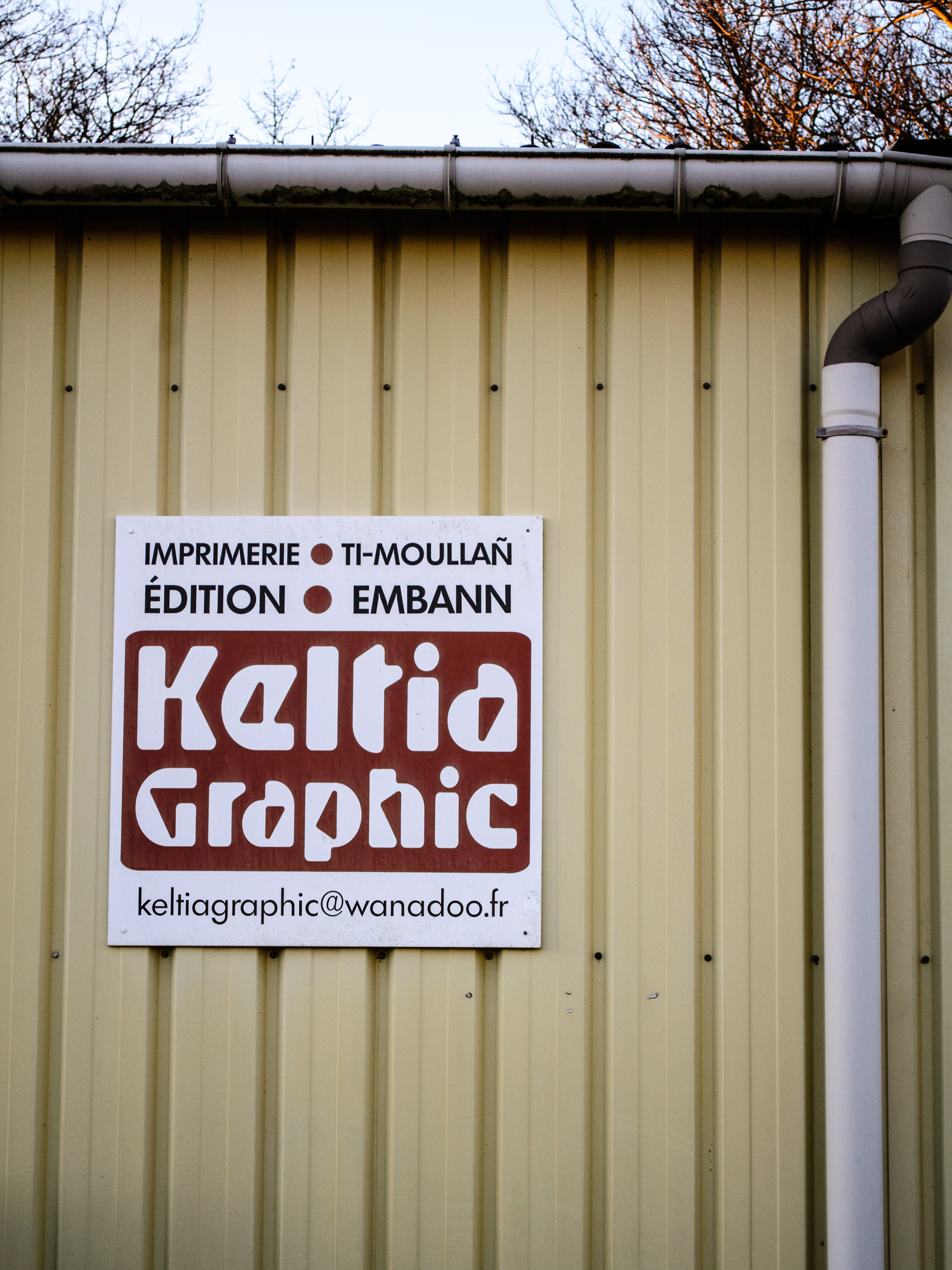
Ancien bâtiment de Keltia Graphic

Devenue Coop Breizh, elle n’a pas dérogé à sa vocation première. En substance : témoigner de la spécificité culturelle bretonne et la promouvoir en favorisant le rayonnement de ses expressions écrites et musicales. Le début des années 1980 marque une grande augmentation des ventes et des employés (16).
En 1981, Georges Montfort, professionnel du disque, assure la distribution de la Société bretonne d'enregistrement (SBE) et utilise pour ses tournées un véhicule utilitaire équipé. Yves Forlorou le remplace en 1983. De nouveaux éditeurs vont être diffusés et ainsi occuper l'ensemble du volume de stockage disponible. Le Chasse-Marée confie la diffusion de ses éditions et des ouvrages comme L'Estran, Bateaux de Normandie et Ar Vag tome III. Yvonig Gicquel est président des éditions Coop Breizh de 1982 à 2003. En 1982, Coop Breizh fonde deux prix littéraires : le « prix Pierre Mocaer » et le « prix Per Roy ».
En 1984, la « petite entreprise » devient « adulte » avec la construction de deux bâtiments neufs : le premier pour abriter les presses de Keltia Graphic et l'autre de 600 m2 pour installer durablement les rayonnages métalliques. Avec la construction de la zone artisanale de Kergwenn, l'imprimeur Keltia Graphic voit en effet le jour (avec Claude Boissière en 1985). Coop Breizh dispose ainsi après son déménagement en 1986 de bureaux plus spacieux, d'une salle de préparation des commandes, d'un atelier graphique... Mais la société est fragilisée par son capital variable dont elle est dépourvue en 1984. En évoluant, la société a dû s'adapter au marché, aux structures, aux finances et à l'économie. Elle a par exemple transformé les actionnaires « culturels » en actionnaires réels en leur demandant d'acheter les actions, suscité un mouvement de solidarité pour engendrer son développement... En 1985 le magasin de La Baule ferme. Pourtant l'activité décolle avec un chiffre d'affaires qui passe de trois millions de francs en 1977 à quatorze millions de francs en 1987.

### L'édition et la production

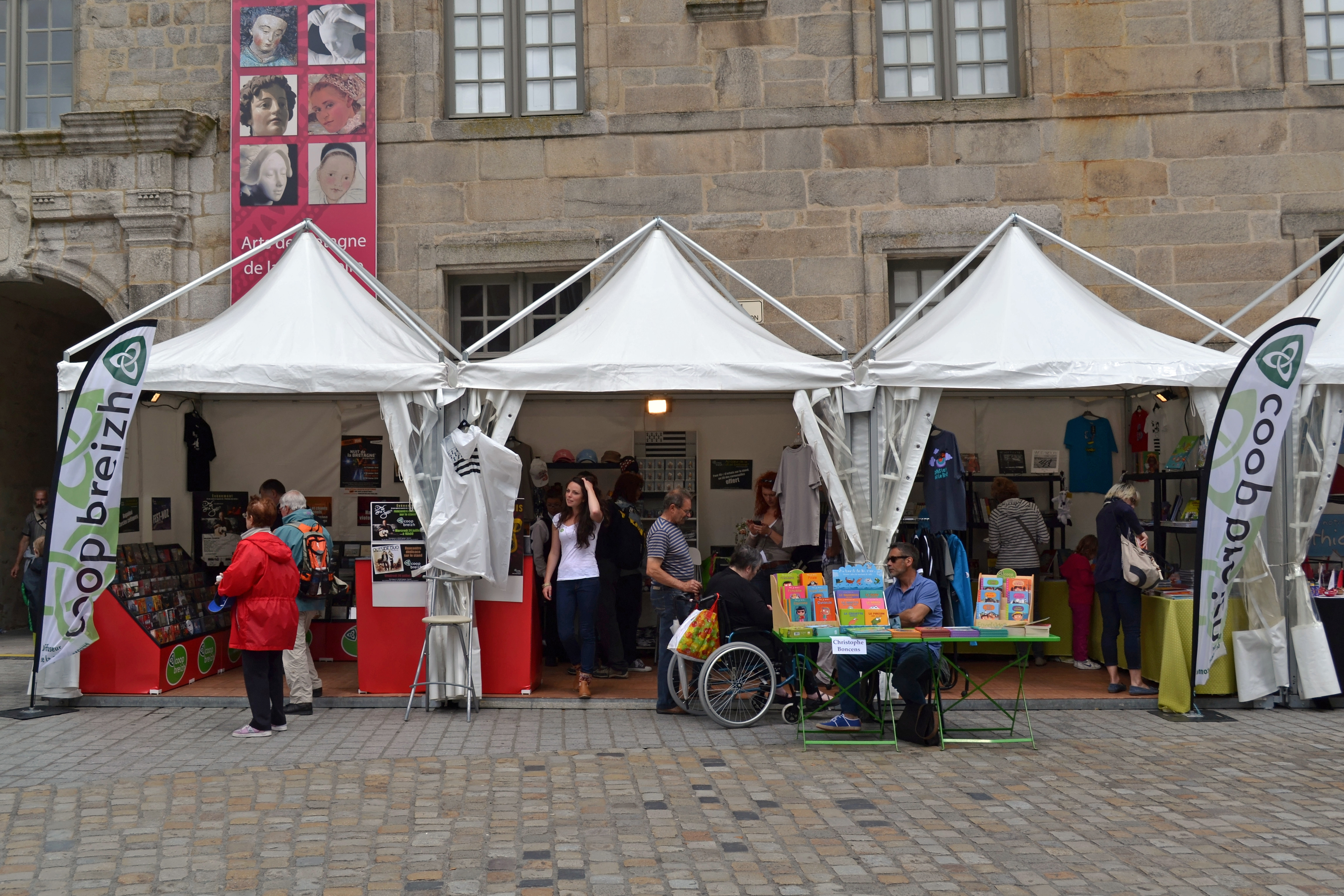
Stand tenu lors du Festival de Cornouaille.

Un défi à relever pour l'entreprise sera de se lancer elle-même dans l'édition de livres et la production de disques, surtout à partir de la fin des années 1980, sans gêner les éditeurs et maisons de disques diffusés.
En 1985, Coop Breizh intègre les labels Arfolk et Escalibur dans l'entreprise. En 1987, les premiers LP 33 tours produits par Coop Breizh sont distribués (Diaouled Ar Menez, Padrig Sicard, Busy Fingers, Glenmor…). Le premier CD publié est un album du groupe Gwerz. De six nouveautés à l'année, ils choisissaient à la fin des années 1990 entre 15 et 20 productions. L'entreprise ne disposait cependant pas de moyens suffisants pour la communication.
Après le départ partiel du Chasse-Marée en 1988 pour une diffusion locale et nationale par Ouest-France, suivi de l'Ancre de Marine en 1991 et de Terre de Brume en 1993, les premières difficultés apparaissent. Mais après quelques relances du fonds « Nature et Bretagne » et la réédition en 1988 du « Guide de Bretagne mystérieuse » de Gwenc'hlan Le Scouëzec (30 000 exemplaires vendus), Yann et Yoran décident de développer le côté édition. Apparue au début des années 1990, la collection des « Indispensables » va s'enrichir jusqu'en 2006.
En 1992, Coop Breizh fonde le prix littéraire "Roparz Hemon", puis, à l'occasion de son 40e anniversaire en 1997, le prix musical "Coop Breizh… au cœur de la musique bretonne". Ce dernier attribuait une sorte de bourse à un artiste ayant réalisé un album dans l'année. En 1994, elle met sur pied un « Comité de Lecture » pour évaluer les manuscrits reçus (9 employés en 1997) et un petit comité d'écoute.

### Nouvelle ère

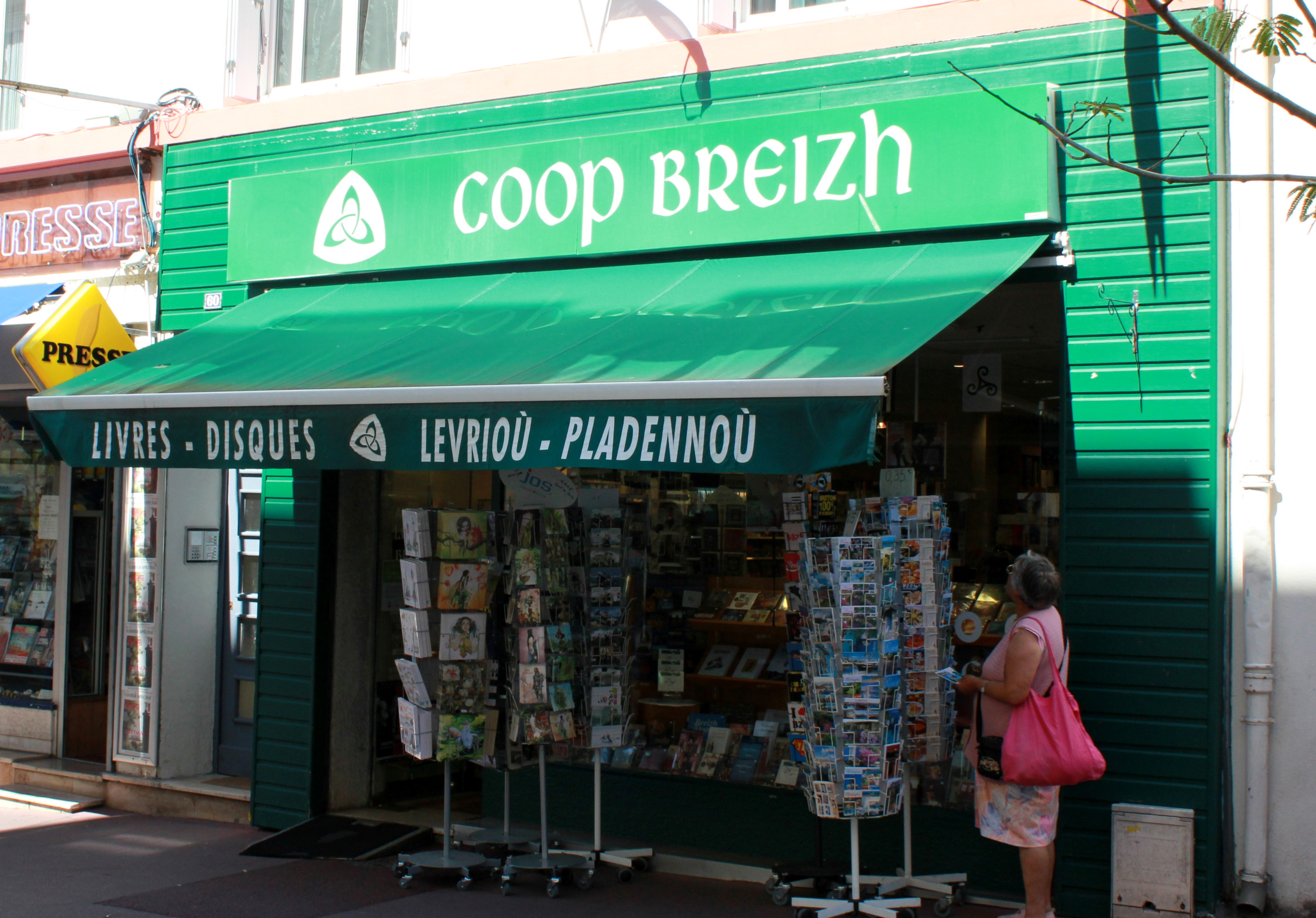
Le magasin de Lorient ouvre en 1997.

Pour faire face à l'activité croissante, les embauches se multiplient. Elle compte à l'époque 38 salariés. Le chiffre d'affaires croît régulièrement. 
Faute de place, le bâtiment de 1986 est agrandi en 1991 et 1996 (+ 400 m2) pour une surface de 1 000 m2.
Un nouveau magasin ouvre en 1997 avec la librairie de Lorient, à la suite de la démarche d'Ivonig Le Merdy, aidée par Yvonig Gicquel. Dès 1999, la vente à distance est proposée aux particuliers (deux catalogues par an). Le 3 juin 1997, elle reçoit de l'Académie Charles-Cros le Prix In Honorem décerné par le président de la République française.
Nouveau directeur depuis mars 1999, Jean-Louis Le Vallégant succède à Yann Goasdoué qui devient responsable des éditions jusqu'à sa retraite. Mais sa décision de moderniser les méthodes de travail, les outils et les productions provoque rapidement une fronde au sein du groupe. La création d'un syndicat CGT, les réunions extérieures, l'amplification des faits par quelques médias parisiens contribuent à créer un climat plutôt malsain dans l'entreprise.
De plus, le départ de certaines grosses maisons d'édition comme les éditions du Palémon (Mary Lester), Le Télégramme ou Avis de tempête (devenu Au bord des continents) et le tassement des ventes de Mémoires d'un paysan bas-breton vont provoquer une importante chute du chiffre d'affaires et des résultats (perte de 237 465 euros en 2001).
Jean-Louis Le Vallégant quitte l'entreprise à la fin de l'année 2000.

### Vers un avenir incertain

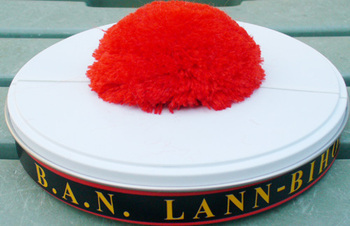
Vrai pompon rouge sur la boite du CD des 55 ans du bagad de Lann-Bihoué.

Le défi permanent est de maintenir le niveau d'activité atteint en tenant compte du contexte parfois difficile pour le livre et le disque. En 1999, Coop Breizh est présente en Europe (Allemagne, Hollande, Belgique, Luxembourg...) et détient 1 200 points de vente. En 2003, apparaît un site de vente sur Internet. L'entreprise continue sa modernisation avec la mise en place de nouveaux outils de la profession du livre fin 2003 et une vraie politique de suivi de gestion. Son faible endettement lui permet d'obtenir de la Banque de Bretagne un prêt de « restructuration » de 150 000 € sur un objectif de remboursement respecté de trois ans. Un nouveau bâtiment de 320 m2 est construit sur une parcelle voisine pour remplacer un entrepôt loué à Gourin. Le livre Ils sont fous ces Bretons ! est un best-seller de l'été 2003 (15 000 exemplaires vendus dès l'automne, 50 000 au printemps 2005, 100 000 en 2007). Les difficultés d'An Here ou de Skol Vreizh seront compensées par l'apport de nouveaux éditeurs comme Interlivres, Crès, Patrimoine et Médias... Les éditions Astoure prennent de l'ampleur, Gilles Lozac'hmeur de L'Oz Production revient vers ce choix de diffusion, le label « Avel Ouest » ouvre en 2002 les portes de la société à d'autres genres musicaux, avec comme première signature La Scène, le premier album live de Red Cardell. Après l'embellie des années 2003-2005, la coopérative n'échappe pas au phénomène du piratage et de la copie : baisse de la fréquentation des magasins, diminution des rayons, prudence des achats. Pour parer aux difficultés de trésorerie, le magasin de ennes est vendu et ferme définitivement en mai 2005. Le chiffre d'affaires du disque tend à diminuer. Pour contrer cela, Coop Breizhe cherche l'inventivité, la révélation de talents et joue sur le packaging comme le pompon rouge sur un CD du bagad de Lann-Bihoué en 2007. Des œuvres à longue durée de vie  sont publiées : anthologies musicales (chants traditionnels, chants de marins, musique à danser, harpe celtique, kan ha diskan...), nouvelles collections pour l'édition comme « petits guides » ou rajeunissement de titres du fond comme Contes et légendes du pays breton, Le roman du roi Arthur... Depuis 2010, son site internet permet de télécharger des albums au format mp3. Un nouveau site de stockage d'une capacité de 330 palettes est construit en 2006. Coop Breizh employe alors 28 salariés. Elle fête en 2007 son demi-siècle d'existence. Jean-Yves Le Corre, responsable disques, propose en 2007 environ 600 CD dans 400 points de vente en France. 

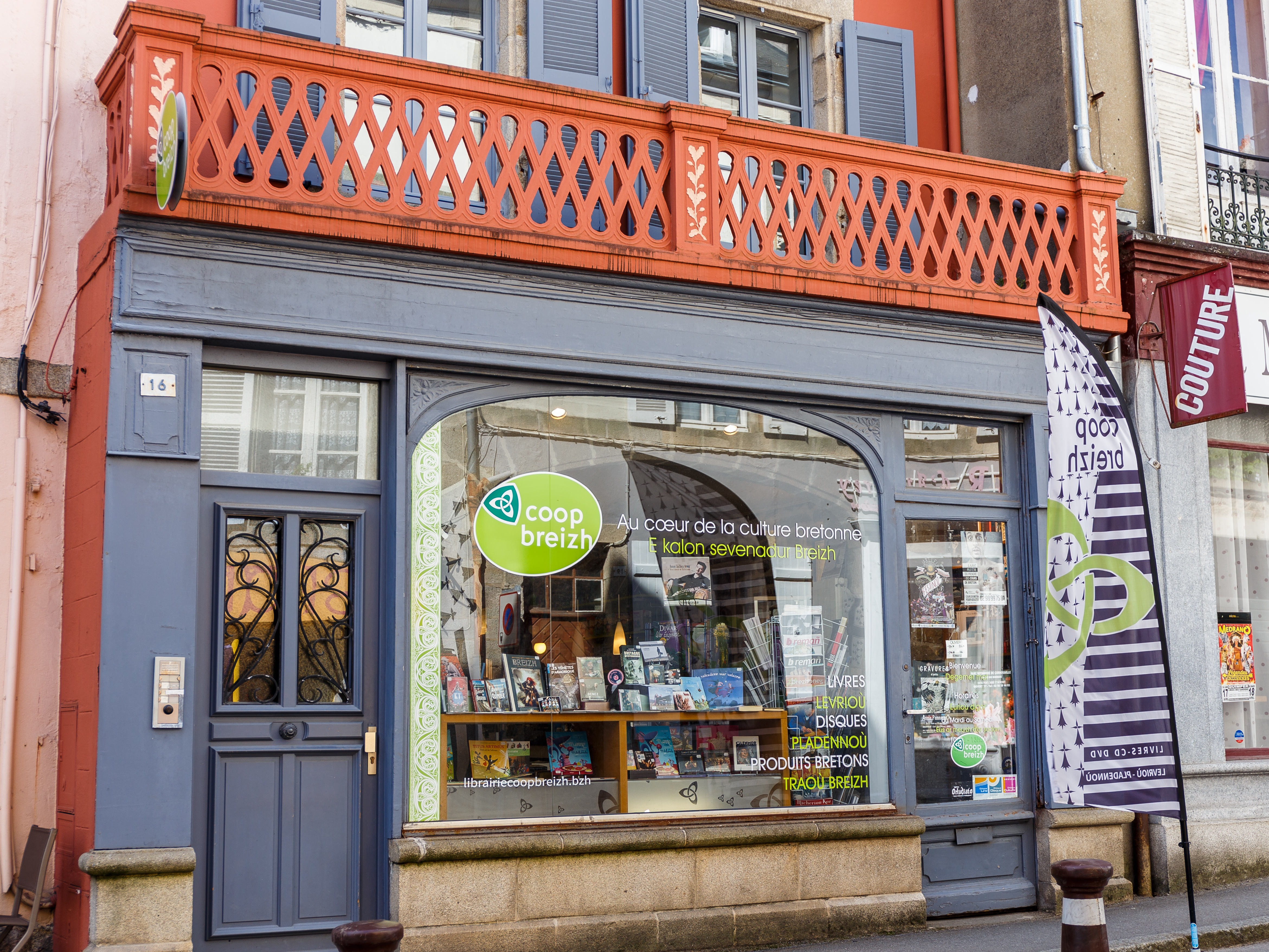
Le magasin à Quimper ouvert en 2013, rue Élie Fréron.

Coop Breizh maintient sa présence active dans des structures telles que l'Association des éditeurs de Bretagne, le collège Culture et Création de Produit en Bretagne, le Centre régional du livre, l'association des éditeurs et producteurs musicaux de Bretagne... Malgré un contexte commercial et concurrentiel de plus en plus difficile, elle ne cesse d'encourager la créativité culturelle bretonne notamment par le mécénat de prix littéraires ou la diffusion d'artistes en devenir. Les bretonnismes d'Hervé Lossec est le succès de l'année 2011 (270 000 exemplaires). Elle réalise en 2010-2011 un chiffre d'affaires de 4 796 144 €, en augmentation de 19,7 % alors qu'il était passé de plus de 5 millions en 2007 à 4 millions d'euros en 2010. Il dépass les 5 emillions d'euros en 2012. En 2013, les activités éditoriales du groupe le classent à la 73e place des maisons d'édition françaises en fonction de leur chiffre d'affaires.  

### Liquidation
Au début des années 2020, Coop Breizh connait de fortes difficultés financières.  Cela résulte d'un chiffre d'affaires en baisse à 3,5 millions d'euros, et d'une hausse des coûts de production liés à la période covid. Pour tenter de faire face, la coopérative cesse son activité d'édition musicale (10 % de son CA), dont elle annonce avoir vendu le catalogue à un tiers non divulgué, et ferme son magasin de Quimper. Ces mesures ne sont pas suffisantes, et Coop Breizh se trouve en situation de cessation de paiement à l'été 2024. Une fois le règlement judiciaire prononcé en septembre, certains éditeurs continuent de faire confiance à la structure et lui laissent leurs stocks afin de ne pas accroitre ses difficultés. 
Le 17 juin 2025, le tribunal de commerce de Brest acte la liquidation de l’entreprise avec cessation immédiate de ses activités. Treize salariés sont concernés entre le siège de Spezet et la librairie de Lorient,. Le liquidateur informe dans un premier temps les éditeurs n'ayant pas réclamé la restitution de leur stock avant décembre 2024 que celui-ci est destiné à la revente, faisant peser sur eux un risque de disparition.  Finalement, un accord est conclu pour la partie livres en juillet 2025, avec la remise d'une forte proportion du stock de 584 000 ouvrages aux éditions Palémon et la reprise par cette maison du contrat de diffusion de 15 des éditeurs concernés, ce qui évite à la région le sinistre total du secteur. À l'inverse, aucune solution n'est annoncée pour les éditeurs de livres restants ou de musique soit une quarantaine d'éditeurs.

## Catalogue
En 2004, il comptait 4 000 livres livrables de 70 éditeurs ainsi que 400 CD livrables de 20 labels. En 2012, cela se situe entre 4 000 références de livres et 1 000 références de disques avec 200 éditeurs et producteurs diffusés.

### Artistes produits ou distribués
- Anne Vanderlove
- Annie Ebrel
- Armens
- Ar Re Yaouank
- Arvest
- Aziliz Manrow
- Bagad Cap Caval
- Bagad Kemper
- Bagad de Lann-Bihoué
- Carré Manchot
- Colline Hill
- Cré Tonnerre
- Denez Prigent
- Didier Squiban
- Diwall
- Dom DufF
- Emsaverien
- Ewen Delahaye Favennec
- Follenn
- Fleuves
- Les Frères Guichen
- Les Frères Morvan
- Gérard Jaffrès
- Gilles Servat
- Glenmor
- Gweltaz Ar Fur
- Gwenaël Kerléo
- Hamon Martin Quintet
- Hiks
- Jacques Pellen
- Jean-Michel Veillon
- Kerlenn Pondi
- Louise Ebrel
- Marie Kiss La Joue
- Myrdhin
- Pascal Lamour
- Loened Fall
- Nolwenn Korbell
- Pat O'May
- Les Ramoneurs de menhirs
- Les Rives
- Red Cardell
- Roland Becker
- Ronan Le Bars Group
- Rozenn Talec
- Skolvan
- Soïg Sibéril
- Soldat Louis
- Sonerien Du
- Les Souillés de fond de cale
- Startijenn
- Stone Age
- Taillevent
- The Terre-Neuve
- Tri Yann
- Undobar
- Urban Trad
- Wig A Wag
- Wipidoup
- Yann-Fañch Kemener
- Yann Raoul

### Écrivains édités ou distribués
- Mikael Bodlore-Penlaez
- Évelyne Brisou-Pellen
- Christophe Boncens
- Philippe Carrer
- Erwan Chartier
- Yves Cotten
- Añjela Duval
- Thierry Jigourel
- Divi Kervella
- Xavier de Langlais
- Roger Laouenan
- Gérard Le Gouic
- Jean-Pierre Le Mat
- Jean-Charles Perazzi
- Edmond Rebillé
- Yann Tatibouët
- Tristan Pichard